# ZingZillas
ZingZillas (2010-12) – muzyczny serial edukacyjny produkcji brytyjskiej, który swoją premierę w Polsce miał 1 stycznia 2011 roku na kanale CBeebies.

## Opis fabuły
Serial opowiada o przygodach czterech małpek – Zaka, Tanga, Panzi oraz Bębi, którzy spędzają czas na tropikalnej wyspie w kształcie jaszczurki. Bohaterowie nie tylko się bawią, ale również grają we własnym zespole muzycznym.

## Postacie
- Zak – główny piosenkarz w zespole ZingZillas, goryl.
- Tang – długowłosy orangutan, zwykle chodzi w kapeluszu.
- Panzi – szympans, uwielbia przebieranie.
- Bębi (w serii II - Drum) – najmłodszy członek zespołu, uwielbia hałas. Jest to marmozeta lwia.
- Granit i Skała – mające ponad milion lat rzeźby.
- Todd – mandryl, przyjazny opiekun ZingZillas.
- DJ Loosee – DJ w zespole ZingZillas.
- Plażowe ptaszki – zespół pełniący rolę chórku na wyspie.

## Wersja polska
W wersji polskiej wystąpili:
- Krzysztof Majda – Zak
- Paweł Mielewczyk – Tang
- Hanna Woźniak – Panzee
- Karolina Lisicka –
  - Drum,
  - Ciotka Dot
- Krzysztof Grabowski –
  - Todd,
  - DJ Loose
- Artur Połoczański –
  - Skała,
  - Granit
- Karolina Kinder – Plażowe Ptaszki

Dialogi: Artur Połoczański (odc. 27-52)

Nagranie i realizacja dźwięku:
- Grzegorz Sikora (odc. 1-52),
- Marcin Kalinowski (odc. 27-52)

Polska wersja piosenek oraz kierownictwo muzyczne: Karolina Kinder

Kierownictwo produkcji: Paweł Żwan

Polska wersja piosenek: Paweł Żwan (odc. 1-26)

Realizacja wersji polskiej: STUDIO TERCJA GDAŃSK